# Circolo della Bassa Sassonia

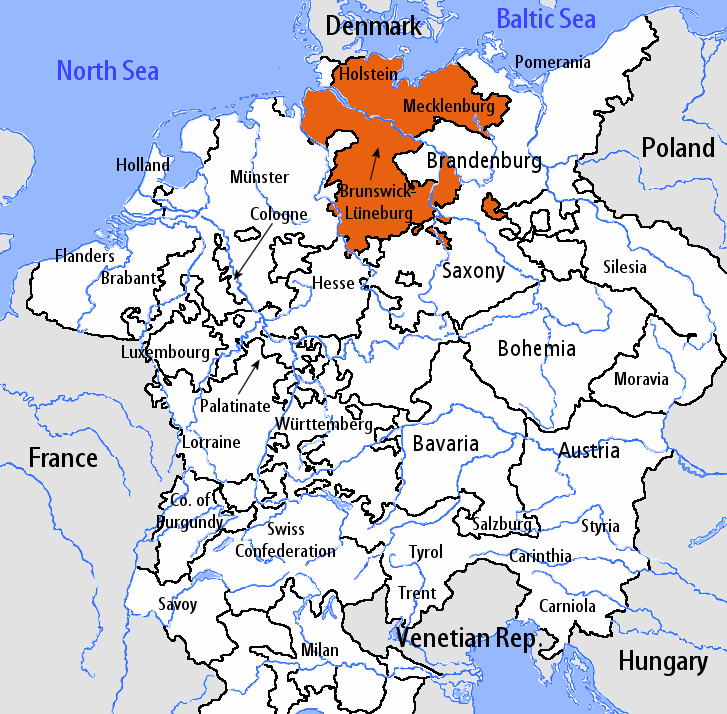
Mappa delle Province Imperiali all'inizio del XVI. La Provincia della Bassa Sassonia è indicata in rosso.

Il circolo della Bassa Sassonia fu una provincia imperiale del Sacro Romano Impero.
Creata come provincia di Sassonia, perse l’Alta Sassonia con la riforma di Carlo V assumendo il nome di conseguenza.
L'aspetto inusuale di questa provincia era dato dalla presenza dei re di Danimarca, Gran Bretagna e Svezia che erano principi di numerosi stati dell'area.

## Composizione
La provincia era composta dai seguenti stati:
| Stemma | Nome                   | Tipologia                 | Note |
| ------ | ---------------------- | ------------------------- | --- |
|        | Amburgo                | Città imperiale           | 9ª Città renana, affiliata alla Lega Anseatica. |
|        | Brema                  | Ducato                    | Il Principato arcivescovile di Brema fu secolarizzato nel 1648 e ceduto dalla Svezia e nel 1715 alla Gran Bretagna; ha il 12º seggio al Reichstag.                                                                          |
|        | Brema                  | Città imperiale           | 8ª Città renana, affiliata alla Lega Anseatica. |
|        | Brunswick-Calenberg    | Ducato                    | Suddivisione del Ducato di Brunswick-Lüneburg poi unito col Celle per formare l'Hannover col Brunswick eccetto i rami di Wolfenbüttel e di Bevern. L'elettore era anche re di Gran Bretagna; ha il 34º seggio al Reichstag. |
|        | Brunswick-Celle        | Ducato                    | Suddivisione del Ducato di Brunswick-Lüneburg; con l'estinzione della linea autonoma dal 1705 è annesso all'Hannover; ha il 32º seggio al Reichstag                                                                         |
|        | Brunswick-Grubenhagen  | Ducato                    | Suddivisione del Ducato di Brunswick-Lüneburg all'Elettorato di Hannover; ha il 36º seggio al Reichstag |
|        | Brunswick-Lüneburg     | Ducato                    | Nome generale di tutti i territori della casata dei Guelfi (Welfen) nella regione (linee di Hannover, Bevern, Wolfnbuettel).                                                                                                |
|        | Brunswick-Wolfenbüttel | Ducato                    | Ducato indipendente con la contea di Blankenberg fino all'estinzione della linea nel 1753 poi è annesso dalla linea di Bevern; ha il 38º seggio al Reichstag                                                                |
|        | Bursfeld               | Abbazia principesca       | |
|        | Gandersheim            | Abbazia femminile         | 18ª Prelatura del Reno |
|        | Goslar                 | Città Imperiale anseatica | Possiede numerose miniere in condominio con l'Hannover, il Brunswick (otto) e la Prussia (quattro). |
|        | Halberstadt            | Vescovato Principato      | Secolarizzazione per il Brandeburgo del Vescovato di Halberstadt nel 1648 col 40º voto del Reichstag |
|        | Hildesheim             | Vescovato                 | Unico principato ecclesiastico cattolico del Circolo; spesso agli Elettori di Colonia; 27º seggio al Reichstag |
|        | Holstein               | Ducato                    | Ripartito in due rami familiari (parte reale o danese (Holstein-Glückstadt), parti ducali) dal 1544 al 1773 |
|        | Holstein-Gottorp       | Ducato                    | Parte ducale appartenente alla linea ducale con sede a Kiel; dal 1762 zar di Russia che nel 1773 lo scambiò con la Danimarca                                                                                                |
|        | Lubecca                | Vescovato                 | Principato ecclesiastico con sede ad Eutin; protestante dal 1586 ai duchi cadetti di Holstein-Gottorp col 49º voto al Reichstag                                                                                             |
|        | Lubecca                | Città Imperiale anseatica | 3ª Città renana, ha in condominio con Amburgo la città di Bergedorf. |
|        | Magdeburgo             | Ducato                    | Già Arcivescovato, divenne protestante e quindi secolarizzato dall’Elettorato di Brandeburgo nel 1680 per sfruttare il suo 4º seggio al Reichstag                                                                           |
|        | Meclemburgo            | Ducato                    | Diviso in Meclemburgo-Güstrow e Meclemburgo-Schwerin nel 1621, riunificato nel 1695 e diviso infine in Meclemburgo-Schwerin e Meclemburgo-Strelitz nel 1701                                                                 |
|        | Meclemburgo-Güstrow    | Ducato                    | |
|        | Meclemburgo-Schwerin   | Ducato                    | |
|        | Meclemburgo-Strelitz   | Ducato                    | In unione personale con il Principato di Ratzeburg. |
|        | Mühlhausen             | Città Imperiale           | sotto il protettorato del Brandeburgo-Prussia |
|        | Nordhausen             | Città Imperiale           | sotto il protettorato del Brandeburgo-Prussia |
|        | Rantzau                | Contea                    | Al Re di Danimarca nel 1734 |
|        | Ratzeburg              | Vescovato                 | Secolarizzato come principato e consegnato al Duca di Meclemburgo-Schwerin nel 1648; dal 1701 al ramo di Strelitz. |
|        | Regenstein             | Contea                    | |
|        | Sassonia-Lauenburg     | Ducato                    | Dal 1689 all'estinzione della famiglia regnante è ceduto all'Hannover; ha il 66º seggio al Reichstag |
|        | Schwerin               | Vescovato                 | Secolarizzato come principato e consegnato al Duca di Meclemburgo-Schwerin nel 1648 |